# Franca Sebastiani
Franca Sebastiani, nota agli inizi della sua carriera con lo pseudonimo Franchina (San Casciano dei Bagni, 25 gennaio 1949 – Roma, 27 maggio 2015), è stata una cantante e scrittrice italiana.

## Biografia
Scoperta da Franco Migliacci, ottenne un contratto discografico con la ARC, etichetta di proprietà della RCA Italiana, e debuttò giovanissima al Cantagiro 1966 con la canzone Per orgoglio, con lo pseudonimo Franchina.
Proseguì l'attività musicale negli anni successivi, partecipando a numerose manifestazioni come il Festival del Belgio, il Festival di Melfi, il Cantaestate.
Con il suo vero nome partecipò nel 1979 al Girofestival presentando il pezzo Sarà.
Nel 1984 passò alla Drums per cui incide Posto vuoto, canzone scritta per lei da Tony Del Monaco ed Enrico Polito con cui partecipò l'anno successivo nuovamente al Girofestival.
Intrapresa l'attività di scrittrice e giornalista, non abbandonò tuttavia la musica; come cantante negli anni '90 si avvicinò alla canzone religiosa, partecipando poi nel 2005 al Primo Festival Internazionale della canzone sacra.
Morì a Roma il 27 maggio 2015 all'età di 66 anni per un tumore che l'affliggeva da tempo, lasciando due figlie, Cristiana, nata il 6 luglio 1970 dalla sua relazione con Massimo Ranieri, e Amalia. La figlia Cristiana comunicherà che i funerali della mamma si svolgeranno dopo due giorni, di mattina, presso la chiesa di San Filippo a Roma.

## Discografia
Singoli
- 1966: Per orgoglio/La tua finestra illuminata (ARC, AN 4090)
- 1979: Sarà/Inno alla natura (GiroFestival, 001)
- 1984: Io cambierò/Posto vuoto (Drums, ED 2153)

## Filmografia
- 2012 - Vento di Sicilia, regia di Carlo Fusco

## Riconoscimenti
- Luglio 2013: riceve il Premio Doc Italy per la Sezione Artisti Eccellenti